# Porteria
Porteria is een monotypisch geslacht van spinnen uit de  familie van de Desidae.

## Soort
- Porteria albopunctata Simon, 1904